# Evaristo Dall'Abaco
Evaristo Felice Dall’Abaco (12. července 1675, Verona – 12. července 1742, Mnichov) byl barokní italský houslista, čelista a hudební skladatel.

## Biografie
Dall’Abaco byl jako houslista a čelista pravděpodobně žákem Giuseppe Torelliho. Roku 1696 se v Modeně nejednou setkal s Tomasem Antoniem Vitalim. Od roku 1704 byl čelistou komorního orchestru na mnichovském dvoře.
V letech 1704–1715 následoval kurfiřta Maxmiliána II. Emanuela do exilu (po porážce Bavorska ve válce o španělské dědictví), nejdříve do Bruselu, později do Monsu a od roku 1709 do Compiègne. Tak se jeho syn, pozdější bonnský dvorní muzikus Joseph Dall' Abaco narodil roku 1710 v Bruselu. Během této doby měl skladatel příležitost důvěrně se seznámit s francouzským stylem.
Roku 1715 se Maximilián Emanuel vrátil zpět do Mnichova a Dall´Abaco byl jmenován komorním koncertním mistrem a kurfiřtským radou (tento titul byl pro hudebníka neobyčejnou poctou) a na těchto postech působil do roku 1740. Za vlády Maxmiliánova nástupce Karla Albrechta (od roku 1726) se jeho vliv vytrácel a Dall´Abaco se stáhl v roce 1740 do soukromého života na penzi. O dva roky později, v roce 1742 v Mnichově zemřel.

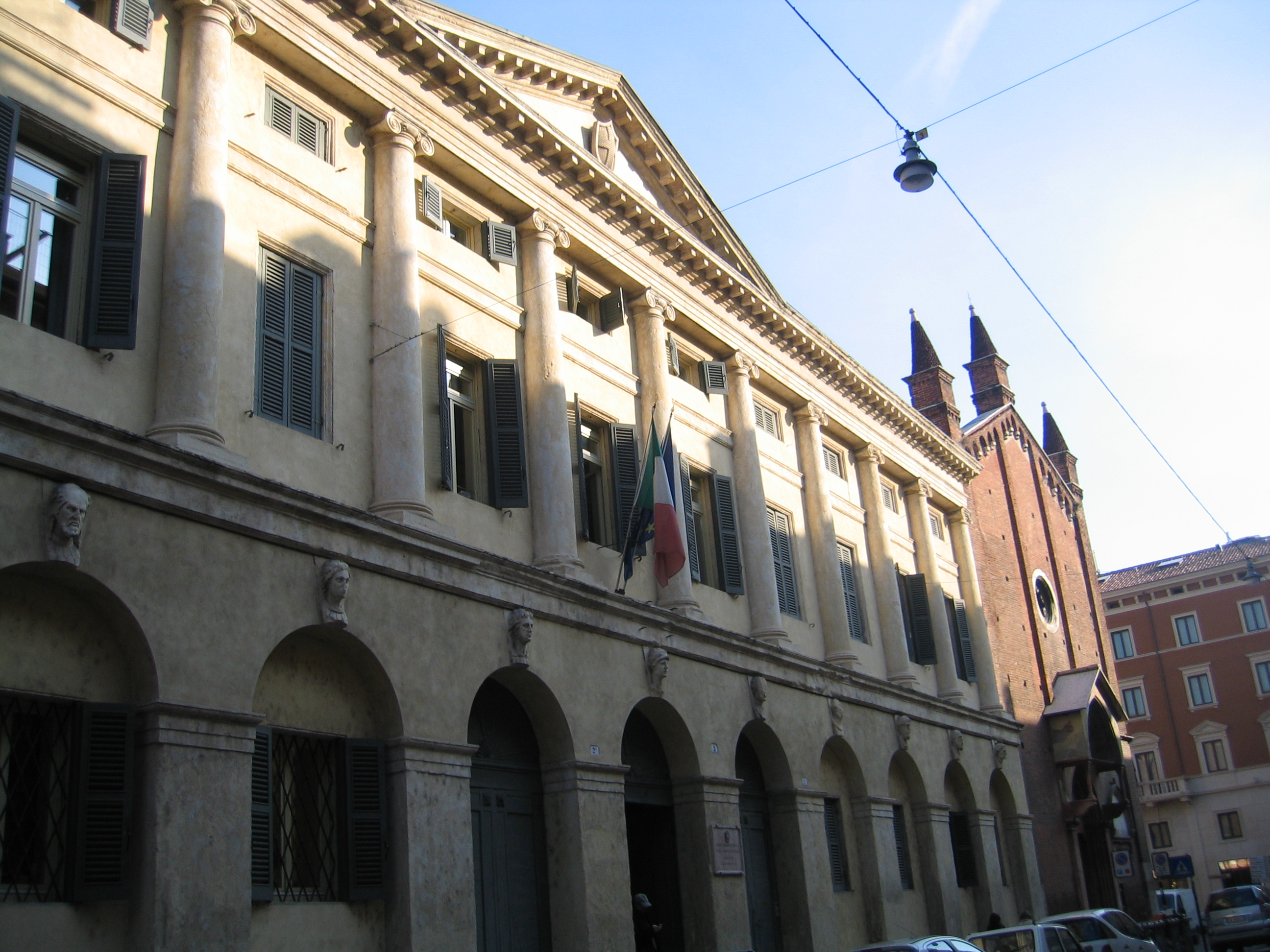
Dall' Abacova konzervatoř ve Veroně

## Připomínky a odkazy
Dall´Abaco byl pohřben v Mnichově na hřbitově u kostela sv. Salvatora, hřbitov však byl v roce
1788 zrušen. Místo posledního odpočinku jeho i řady dalších osobností, které zde rovněž byly pohřbeny, připomíná bronzová pamětní deska na severní straně kostela. Text o Dall´Abacovi zní: "Evarist Dall’Abaco, Hofkonzertmeister und Tondichter, † 1742" (Evarist Dall’Abaco, dvorní koncertní mistr a hudební skladatel, † 1742).
Roku 1934 byla po Dall´Abacovi pojmenována v Mnichově ulice (Abacostraße); od roku 1988 nese symfonický orchestr Univerzity Ludvíka Maxmiliána v Mnichově (Ludwig-Maximilians-Universität München) jeho jméno. Je po něm pojmenována rovněž konzervatoř ve Veroně.

## Dílo
Dall’Abacova hudební tvorba zahrnuje šest tiskem vydaných sbírek, které vznikly v letech 1708–1735. Zkomponoval 24 houslových sonát, 12 sonát pro trio, 12 Concerti da chiesa (kostelní koncerty) a řadu Concerti grossi a houslových koncertů. Ve svém raném díle převzal styl Arcangela Corelliho, později využíval prvků převzatých z francouzské galantní hudby.
- Opus 1: 12 Sonate da Camera, pro housle, violoncello a basso continuo
- Opus 2: 12 Concerti a quattro da Chiesa
- Opus 3: 12 Sonate da Chiesa a tre
- Opus 4: 12 Sonate da Camera a violino e violoncello
- Opus 5 & 6: Concerti a piu Instrumenti

### Koncerty
- Concerti a piu Istrumenti, op. 5 Nr. 1
- Concerti a piu Istrumenti, op. 5 Nr. 2
- Concerti a piu Istrumenti in e moll, op. 5 Nr. 3
  1. Allegro
  2. Adagio, Presto assai
  3. Adagio, Prestissimo
  4. Largo
  5. Passepied I
  6. Passepied II
- Concerti a piu Istrumenti, op. 5 Nr. 4
- Concerti a piu Istrumenti in C dur, pro fagot (nebo cello), hoboj, smyčce a basso continuo, op. 5 Nr. 5
- Concerti a piu Istrumenti in D dur, op. 5 Nr. 6
  1. Allegro - Cantabile - Chaconna
  2. Allegro e spiccato - Rondo
  3. Allegro - Allegro
- Concerti a piu Istrumenti, op. 6 Nr. 1
- Concerti a piu Istrumenti, op. 6 Nr. 2
- Concerti a piu Istrumenti, op. 6 Nr. 3
- Concerti a piu Istrumenti, op. 6 Nr. 4
- Concerti a piu Istrumenti, op. 6 Nr. 5
- Concerti a piu Istrumenti, op. 6 Nr. 6
- Concerti a piu Istrumenti in A-groot, op. 6 Nr. 7
- Concerti a piu Istrumenti in D dur, op. 6 Nr. 8
  1. Allegro
  2. Largo
  3. Allegro
- Concerti a piu Istrumenti, op. 6 Nr. 9
- Concerti a piu Istrumenti, op. 6 Nr. 10
- Concerti a piu Istrumenti, op. 6 Nr. 11
- Concerto grosso in Bes dur, op. 2 Nr. 9
- Concerto in A dur, op. 2 Nr. 10
  1. Allegro Assai/Adagio
  2. Largo
  3. Presto
- Concerto in C dur, pro housle, violu, cello a basso continuo, op. 2 Nr. 11
  1. Vivace
  2. Grave
  3. Allegro
- Concerto in F dur, op. 2 Nr. 12
  1. Allegro
  2. Largo
  3. Prestissimo
  4. Allegro Assai

### Kostelní koncerty
- Concerto a quattro da chiesa, op. 2 Nr. 1
- Concerto a quattro da chiesa in e moll, op. 2 Nr. 2
  1. Allegro Assai
  2. Adagio
  3. Allegro
- Concerto a quattro da chiesa, op. 2 Nr. 3
- Concerto a quattro da chiesa in a moll, op. 2 Nr. 4
  1. Aria/Allegro
  2. Largo
  3. Presto
- Concerto a quattro da chiesa in g moll, pro dvoje housle, violu a basso continuo, op. 2 Nr. 5
  1. Largo
  2. Allegro e Spiritoso
  3. Grave
  4. Allegro
- Concerto a quattro da chiesa, op. 2 Nr. 6
- Concerto a quattro da chiesa, op. 2 Nr. 7
- Concerto a quattro da chiesa all' unisono op. 2 Nr. 8

### Komorní hudba
- Sonate, pro housle a basso continuo, op. 1 Nr. 1
- Sonate in d moll, pro housle a basso continuo, op. 1 Nr. 2
  1. Largo e cantabile
  2. Allegro
  3. Adagio
  4. Giga (Allegro)
- Sonate, pro housle a basso continuo, op. 1 Nr. 3
- Sonate in A dur, pro housle a basso continuo, op. 1 Nr. 4
- Sonate in g moll, pro housle a basso continuo, op. 1 Nr. 5
  1. Andante
  2. Chaconne
  3. Allegro
  4. Adagio
  5. Giga
- Sonate in D dur, pro housle a basso continuo, op. 1 Nr. 6
- Sonate in b moll, pro housle a basso continuo, op. 1 Nr. 7
- Sonate, pro housle a basso continuo, op. 1 Nr. 8
- Sonate, pro housle a basso continuo, op. 1 Nr. 9
- Sonate, pro housle a basso continuo, op. 1 Nr. 10
- Sonate in Bes dur, pro housle a basso continuo, op. 1 Nr. 11
- Sonate, pro housle a basso continuo, op. 1 Nr. 12
- Triosonata in C dur pro dvoje housle a basso continuo, op. 3 Nr. 1
- Triosonata in F dur pro dvoje housle a basso continuo, op. 3 Nr. 2
- Triosonata pro dvoje housle a basso continuo, op. 3 Nr. 3
- Sonata da camera a violino e violoncello, op. 4 Nr. 1
- Sonata da camera a violino e violoncello, op. 4 Nr. 2
- Sonata da camera a violino e violoncello, op. 4 Nr. 3
- Sonata da camera a violino e violoncello, op. 4 Nr. 4
- Sonata da camera a violino e violoncello, op. 4 Nr. 5
- Sonata da camera a violino e violoncello, op. 4 Nr. 6
- Sonata da camera a violino e violoncello, op. 4 Nr. 7
- Sonata da camera a violino e violoncello, op. 4 Nr. 8
- Sonata da camera a violino e violoncello, op. 4 Nr. 9
- Sonata da camera a violino e violoncello, op. 4 Nr. 10
- Sonata da camera a flauto dolce alto e violoncello in d-klein, op. 4 Nr. 11
- Sonata da camera a violino e violoncello, op. 4 Nr. 12
- Sonata in F dur, pro dvě cella a basso continuo